# Bedestan

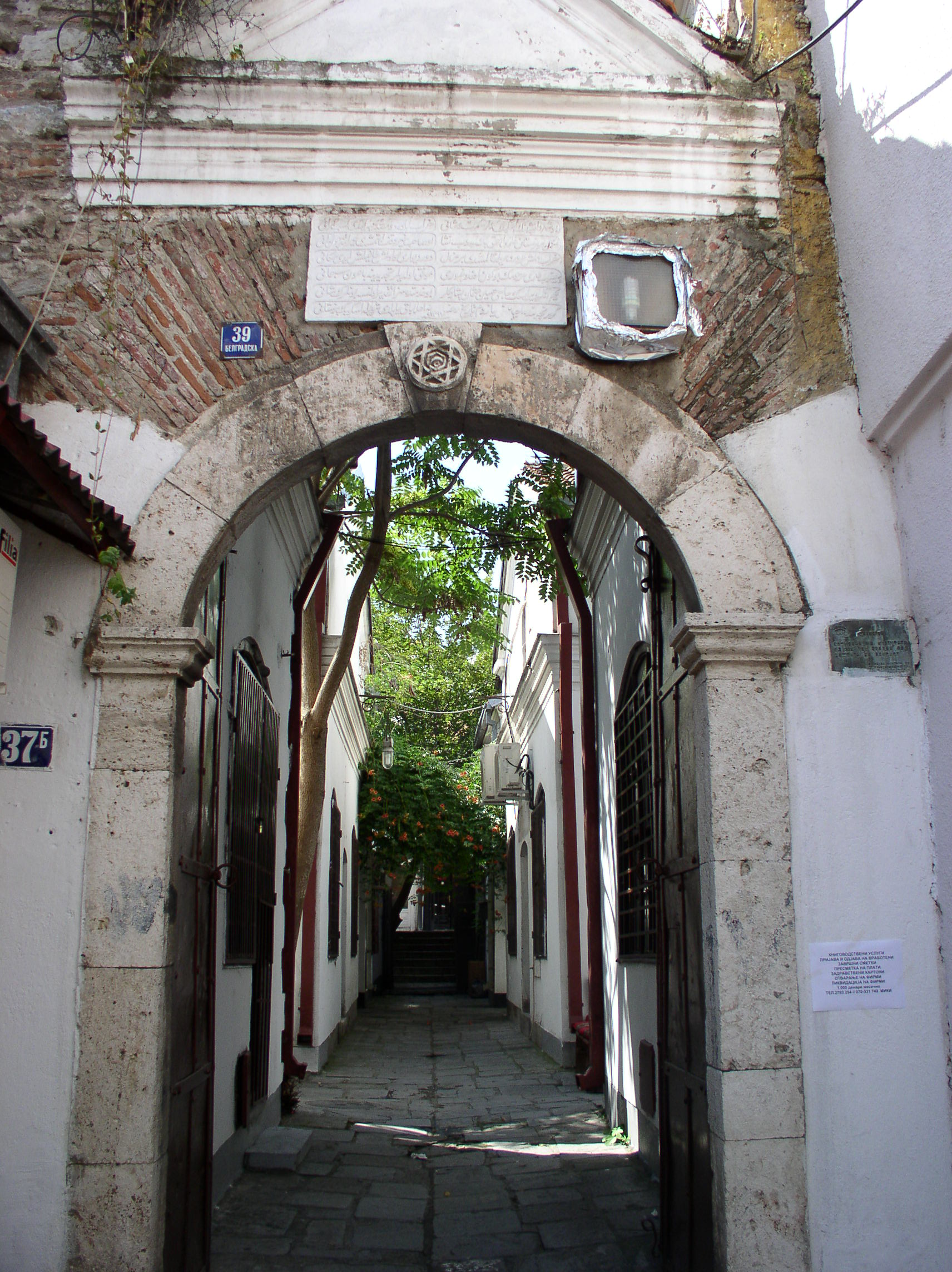
Bedestan w Skopjach.

Bedestan – kryty targ specjalizujący się w sprzedaży towarów wartościowych; w Imperium Osmańskim rodzaj hali handlowej przeznaczonej na kosztowne artykuły, np. tkaniny. Odpowiednik europejskich sukiennic. W średniowiecznych krajach arabskich analogiczne budowle nazywano kajsarijjami.